# Aetos
Aetos (gr. Αετός) – grecki niszczyciel typu Aetos, służący w Greckiej Marynarce Wojennej w latach 1912–1945.

## Budowa
Okręt wraz z pozostałymi trzema okrętami typu Aetos został początkowo zamówiony w angielskiej stoczni Cammell Laird w Birkenhead przez Argentynę, która jednak nie odebrała okrętów, po czym zostały one zakupione 12 września 1912 przez Grecję. Koszt zakupu okrętu wynosił 148 000 funtów. Stępkę pod budowę „Aetos”, który miał początkowo nosić nazwę „San Luis”, położono w 1910. Kadłub wodowano 2 lutego 1911 roku. Okręt wcielono do służby w greckiej flocie 2 października 1912 (albo 19 września 1912) pod nazwą „Aetos” (orzeł) i czym prędzej skierowano do kraju. Do Pireusu okręty przybyły 22 października 1912.

## Wczesna służba
„Aetos” osiągnął gotowość bojową w grudniu 1912. Podczas wojny bałkańskiej jego wykorzystanie w walkach było niewielkie. Głównym powodem był początkowo brak torped do wyrzutni torpedowych. Błąd ten powielił się we wszystkich okrętach tego typu. „Aetos” wziął udział m.in. w potyczce z tureckimi niszczycielami 16 grudnia 1912, po bitwie koło przylądka Elli oraz w bitwie koło Lemnos 18 stycznia 1913. Oprócz tego pełnił głównie zadania patrolowe na Morzu Egejskim.
Podczas I wojny światowej Grecja była neutralna, lecz we wrześniu 1916 nastąpiła w niej interwencja państw ententy. Okręt wraz z całą flotą grecką został zajęty przez siły sprzymierzone. W grudniu 1916 „Aetos” został włączony w skład francuskiej marynarki wojennej, gdzie służył do roku 1918, patrolując i eskortując konwoje na Morzu Śródziemnym. Po zakończeniu działań, został zwrócony stronie greckiej.
Podczas wojny grecko-tureckiej 1919-22 wpłynął z innymi okrętami 8 lipca 1921 na Morze Czarne, gdzie uczestniczył w działaniach morskich i bombardowaniu pozycji tureckich. Po klęsce wojsk lądowych, we wrześniu 1922 brał udział z flotą grecką w ewakuacji greckich uchodźców ze Smyrny i półwyspu Artaki.

## Rekonstrukcja 1924-25
W latach 1924–1925 roku okręt, jak inne jednostki tego typu, przeszedł dużą modernizację, połączoną z przebudową, w stoczni Samuel White w Cowes. Stare 5 kotłów opalanych głównie węglem zamieniono na 4 nowsze, opalane ropą, co doprowadziło do zmiany sylwetki okrętów. Zamiast charakterystycznych tylko dla tego typu niszczycieli pięciu kominów, otrzymały dwa kominy. Wydłużono pokład dziobowy i zamontowano nową nadbudówkę dziobową, z wydłużonym dolnym piętrem dla postawienia drugiej armaty 102 mm (poprzednio stała ona za kominami). Znacznie wzmocniono uzbrojenie torpedowe, zastępując 4 wyrzutnie torped na burtach okrętu przez 6 w jego osi symetrii. Ulepszono następnie na początku lat 30. uzbrojenie przeciwlotnicze, zastępując armatę 57 mm przez dwie automatyczne 40 mm.

## II wojna światowa
„Aetos” brał udział bojowy w II wojnie światowej, począwszy od ataku Włoch na Grecję 28 października 1940. Przed zajęciem Grecji przez Niemcy „Aetos” wraz z innymi okrętami dotarł do Egiptu, gdzie kontynuował służbę na wschodnim Morzu Śródziemnym u boku marynarki brytyjskiej. Między 5 grudnia 1941 a 5 marca 1942 roku przeszedł modernizację w stoczni w Madrasie,  gdzie kosztem zdjęcia dwóch rufowych dział artylerii głównej i połowy wyrzutni torpedowych, wzmocniono mu artylerię przeciwlotniczą i dodano miotacze i zrzutnie bomb głębinowych do walki z okrętami podwodnymi. Otrzymał również hydrolokator (asdic) Typ 123A. Służył na krótko do celów eskortowych na Oceanie Indyjskim, a 4 kwietnia 1942 powrócił do Egiptu, gdzie dalej służył do celów eskortowych. Z uwagi na zużycie i małe możliwości bojowe, pod koniec 1943 został wycofany do rezerwy w Port Saidzie.
Po wojnie, w 1945 roku, okręt został wycofany i sprzedany stoczni złomowej.

## Uzbrojenie
Uzbrojenie (1912):
- 4 działa kal. 102 mm
- 1 działo przeciwlotnicze kal. 57 mm (od ok. 1914-16)
- 4 wyrzutnie torpedowe kal. 533 mm (4xI)

Uzbrojenie (1925):
- 4 działa kal. 102 mm
- 2 działka przeciwlotnicze kal. 40 mm (od lat 30.)
- 6 wyrzutni torpedowych kal. 533 mm (2xIII)
- 40 min (od 1938-39)[6]
- bomby głębinowe (?)

Uzbrojenie (1942):
- 2 działa kal. 102 mm
- 1 działo przeciwlotnicze kal. 76 mm
- 2 działka przeciwlotnicze kal. 40 mm.
- 3 działka przeciwlotnicze Oerlikon kal. 20 mm
- 3 wyrzutnie torpedowe kal. 533 mm (1xIII)
- 8 miotaczy bomb głębinowych, 2 zrzutnie bomb głębinowych[6]